# Szellembicikli

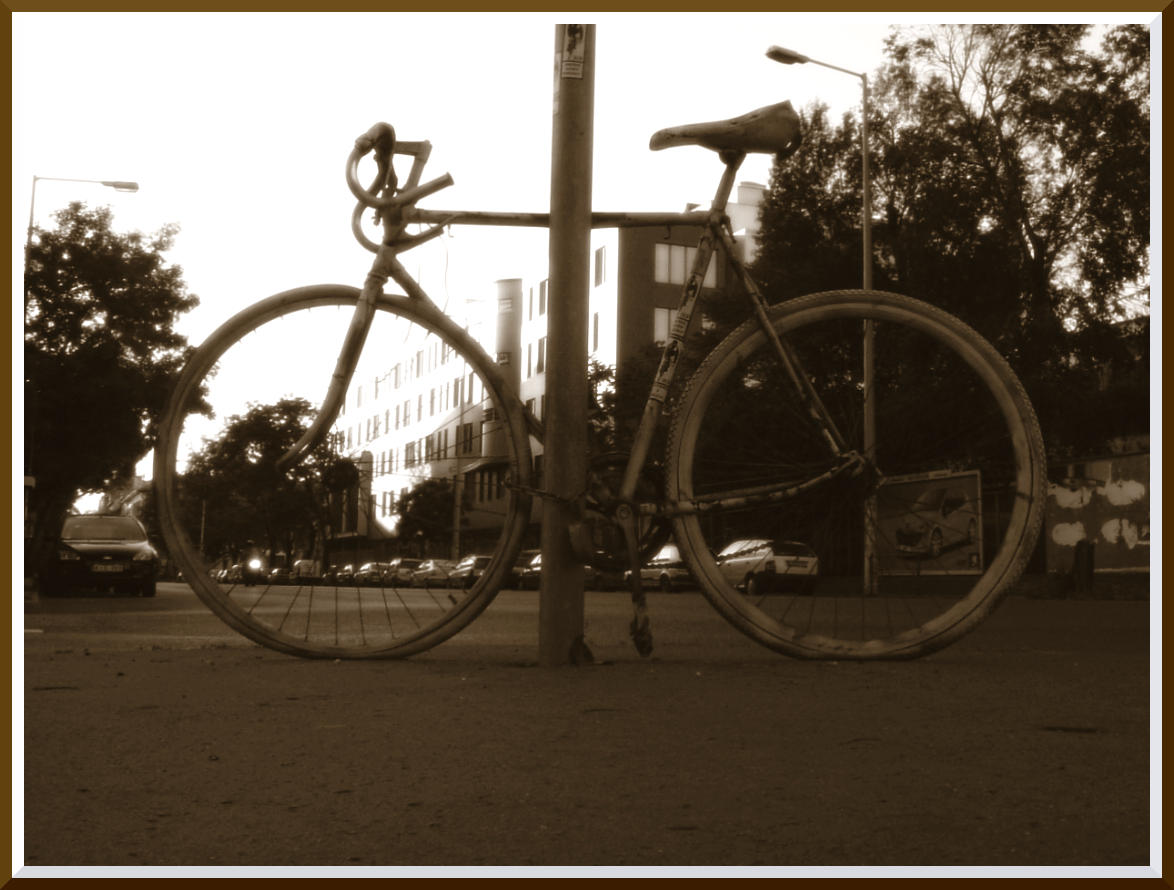
Verseny u. – Dózsa György út sarok; 2008.

A szellembicikli (ghost bike) a modern városi kultúra emlékállító hagyománya.
Fehérre festett kerékpárt helyeznek el kerékpáros szervezetek a városokban azokon a helyeken, ahol egy-egy halálos kerékpáros baleset történt. 
A szervezett kerékpárosok szerint ezt a mulandó emlékművet csak akkor helyezik ki a helyszínre, ha a biciklista vétlen volt a balesetben.

## Történet
Az első szellembicikli 2003 októberében jelent meg az amerikai, Missouri állambeli St. Louisban. Patrick Van Der Tuin helyezett el egy fehérre festett biciklit „Itt ütöttek el egy biciklist” felirattal a Holly Hills Boulevardon, ahol szemtanúja volt, hogy egy motoros elütött egy biciklist. Mikor látta, milyen hatással van az erre elhaladó autósokra, megkérte barátait, hogy helyezzenek el további 15 szellembiciklit olyan helyeken a városban, ahol nemrégiben bicikliseket ütöttek el.
Hasonló kezdeményezésre került sor 2004-ben Pittsburghben, 2005-ben New Yorkban és Seattleben, 2006-ban Chicagóban. Londonban 2005-ben és 2006-ban állítottak fel szellembicikliket. A kezdeményezés a világ több tucatnyi városára kiterjedt.
2002-ben Jo Slota San Franciscó-i művész hasonló projektbe kezdett Ghostcycles ('Szellembiciklik') címmel, tisztán művészi céllal. Ő elhagyott bicikliket festett fehérre, és egy weboldalon közzétette a képeket.